# Erythrophleum
Erythropheleum és un gènere de la planta amb flors de la familia de les fabàcies. Aquest gènere té tretze espècies. Majoritàriament són espècies frondoses tropicals, d'Àfrica i Àsia, molt valorades per ser la font de la fusta d'Elondo, de gran qualitat i molt apreciada pels fusters. La seua fusta es tracta normalment amb  vernissos de Lausure (nom francés) i es gasten tant a mobles de gran qualitat com per a terras de parquet.

## Taxonomia
- Erythrophleum angustifolium
- Erythrophleum chlorostachys
- Erythrophleum coumingo
- Erythrophleum dinklagei
- Erythrophleum fordii
- Erythrophleum guineense
- Erythrophleum judiciale
- Erythrophleum laboucherii
- Erythrophleum lasianthum
- Erythrophleum ordale
- Erythrophleum suaveolens
- Erythrophleum teysmannii
- Erythrophleum unijugum